# تقرير البندر
يشير تقرير البندر لمؤامرة سياسية من قبل مسؤولين حكوميين في مملكة البحرين لإثارة الفتنة الطائفية وتهميش الطائفة الشيعية. يزعم أن المشرف والممول للمؤامرة هو أحمد بن عطية الله آل خليفة وزير شؤون مجلس الوزراء ورئيس الجهاز المركزي للمعلومات وعضو العائلة المالكة آل خليفة. تم الكشف عن هذه المزاعم في سبتمبر 2006 في وثيقة تتكون من 240 صفحة أصدرها مركز الخليج للتنمية الديمقراطية ومن تأليف صلاح البندر مستشار وزير شؤون مجلس الوزراء. عقب توزيع التقرير رحلت الشرطة البحرينية قسرا صلاح إلى المملكة المتحدة التي يحمل جنسيتها.
وفقا للبندر قام الوزير بتفعيل خمس بنود بتكلفة وصلت إلى أكثر من مليون دينار بحريني (2.7 مليون دولار أمريكي):
- خلية استخبارات سرية للتجسس على الشيعة.
- منظمات مدعومة من الحكومة ومنظمات غير حكومية وهمية مثل جمعية الحقوقيين البحرينية وجمعية البحرين لمراقبة حقوق الإنسان.
- منتديات ومواقع على إنترنت تحرض على الكراهية الطائفية.
- دعم المهتدين الجدد المتحولين من الطائفة الشيعية إلى الطائفة السنية.
- مدفوعات لتزوير الانتخابات.

## الأفراد المتهمين في تقرير البندر
| الاسم                      | الوظيفة | دوره في المؤامرة | المكافأة الشهرية                                                     |
| -------------------------- | --- | --- | -------------------------------------------------------------------- |
| أحمد بن عطية الله آل خليفة | وزير شؤون مجلس الوزراء ورئيس الجهاز المركزي للمعلومات والمشرف المباشر على ديوان الخدمة المدنية ورئيس اللجنة التنفيذية المشرفة على استطلاعات الرأي لعام 2006 | زعيم الخلية السرية والممول | الممول                                                               |
| رائد شمس                   | اليد اليمنى للشيخ أحمد في إدارة الشبكة. ولا يخفي تعاطفه مع جمعية الإصلاح وذراعها السياسي جمعية المنبر الوطني الإسلامي. مدير دائرة الإحصاء في الجهاز المركزي للمعلومات وتم تعيينه في أبريل 2006 مساعداً للأمين العام لمجلس الوزراء للموارد البشرية والمالية والخدمات بدرجة وكيل وزارة مساعد وهو عضو اللجنة التنفيذية لانتخابات 2006. | يقوم بالإشراف المباشر على مجموعة الاستخبارات الأردنية المسؤولة عن متابعة الأوضاع السياسية والتنسيق والأشراف على عمل المنظمات الأهلية التابعة للشبكة (الحقوقيين والبحرين أولاً ومراقبة حقوق الإنسان والبحرين السياسية) والإشراف على مجموعة الدعم الإداري والفني وتأمين الاتصالات الرسمية وتوزيع المخصصات المالية. | بالإضافة إلى راتبه الشهري فإنه يتلقى 1200 دينار مكافأة شهرية         |
| محمد القائد                | اليد اليسرى لأحمد ومعروف صلته بجمعية الإصلاح وذراعها السياسي جمعية المنبر الوطني الإسلامي. مدير إدارة الحاسب الآلي وتمت ترقيته في أبريل 2006 مديراً عاماً لتقنية المعلومات بدرجة وكيل وزارة مساعد. نائب رئيس اللجنة التنفيذية لانتخابات 2006.                                                                                        | يقوم بالإشراف على مجموعة التصويت الالكتروني وعلى مجموعة العمل التقنية المختلفة. | بالإضافة إلى راتبه الشهري فإنه يتلقى 1200 دينار مكافأة شهرية         |
| جمال العسيري               | رئيس تحرير مجلة الإصلاح (جمعية الإصلاح الإخوانية) السابق ومراسل سابق لبي بي سي ومستشار رئيس الديوان الملكي محمد بن عطية الله آل خليفة للشؤون الإعلامية. القائم حاليا بأعمال رئيس تحرير صحيفة الوطن. | يعد المواد الإعلامية والإخبارية ويشرف على المجموعة الإعلامية ويعمل مستشار للوطن. | بجانب راتبه ومخصصاته يتلقى مكافأة شهرية 800 دينار.                   |
| عادل بوصيبع                | يعمل موظفا في الجهاز المركزي للمعلومات ومتفرغ بالكامل لفعاليات جمعية التربية الإسلامية كمدير لشؤونها الاجتماعية والمشروعات وهي تابعة لجمعية الأصالة الإسلامية. | مشرف على عمل المجموعة الهادف إلى تفعيل وتحشيد الطائفة السنية ضد الطائفة الشيعية. | بجانب راتبه ومخصصاته المعلومة يتلقى مكافأة شهرية مقدارها 1000 دينار. |
| ناصر لوري                  | موظف سابق بالجهاز المركزي للمعلومات ويعمل منذ 2004 الوكيل المساعد للتنسيق والمتابعة بمكتب رئيس الديوان الملكي محمد بن عطية الله آل خليفة ووثيق الصلة بالتيارات السلفية في البحرين ودول الخليج العربي. المشرف على مشروع صحيفة الوطن وعضو مجلس إدارتها ويملك اسميا 10% من أسهمها.                                                    | تدل بعض المؤشرات على أنه على صلة بلجنة التجنيس بالديوان الملكي. | بجانب راتبه ومخصصاته المعلومة يتلقى مكافأة شهرية مقدارها 1000 دينار. |
| محمد أحمد عبد الله         | الأمين العام المساعد لمجلس الوزراء بدرجة وكيل وزارة مساعد. | - | 500 دينار                                                            |
| ماهر الخان                 | الجهاز المركزي للمعلومات | - | 500 دينار                                                            |
| يوسف البنخليل              | جريدة الوطن | - | 500 دينار                                                            |
| أحمد بوهزاع                | - | - | 500 دينار                                                            |
| يوسف عبد الله يوسف         | شركة بنفت | - | 250 دينار                                                            |
| يوسف البدر                 | الجهاز المركزي للمعلومات | - | 250 دينار                                                            |
| خالد أحمد                  | الجهاز المركزي للمعلومات | - | 250 دينار                                                            |
| نبيل شمس                   | الجهاز المركزي للمعلومات | - | 250 دينار                                                            |
| ميسون القيسي               | الجهاز المركزي للمعلومات | - | 150 دينار                                                            |
| راشد مسلم                  | الجهاز المركزي للمعلومات | - | 500 دينار                                                            |
| ناصر العمادي               | مدير مكتب وزير ديوان الخدمة المدنية (التعيين الوزاري) | - | 750 دينار                                                            |
| هالة عاشير                 | الجهاز المركزي للمعلومات | - | 250 دينار                                                            |
| حسين علي المطوع            | سائق خاص | - | 300 دينار                                                            |
| حمد المهيزع                | الجهاز المركزي للمعلومات | - | 500 دينار                                                            |
| أحمد خيري                  | محاسب | - | 400 دينار                                                            |
| علي صقر                    | سائق | - | 150 دينار                                                            |
| فهد بن عبد العزيز          | مركز الرأي العام | - | 500 دينار                                                            |
| فيصل فولاد                 | جمعية البحرين لمراقبة حقوق الإنسان | - | 500 دينار                                                            |